# Voglia
Con voglia nel linguaggio comune si intende un nevo melanocitario congenito. Quando sono del tipo "angioma infantile" si presentano in genere come rigonfiamenti morbidi della pelle, spesso di un colore rosso acceso, e sono chiamati per questo "voglie di fragola".

## Formazione
Le voglie appaiono poco dopo la nascita, spesso durante il primo mese, e possono manifestarsi ovunque sulla pelle. Generalmente innocue, possono diventare antiestetiche nel caso si presentino sul volto o un problema se intaccano il corretto funzionamento di una parte del corpo. Le voglie possono essere crescite benigne di vasi sanguigni, melanociti o tessuto muscolare liscio così come di grasso, fibroblasti o cheratinociti o angioma. La loro causa però non è ancora chiara. Si pensa siano il risultato di uno sbilanciamento locale nei fattori che controllano lo sviluppo e la migrazione delle cellule cutanee.

## Folclore
Il nome voglia, così come quello spagnolo antojos e quello arabo wiham, derivano tutti dalla credenza che esse siano causate da voglie insoddisfatte della madre durante la gravidanza. Per esempio, se una donna incinta non soddisfa un'improvvisa voglia o un bisogno di fragola o di caffè, si dice che sul bambino potrebbe apparire una voglia di fragola o una macchia di caffè. In alcuni paesi si dice che per scongiurare il pericolo di un eventuale deturpamento del figlio, nel momento stesso in cui la madre prova la voglia deve toccarsi una parte del corpo non in vista (in genere l'interno-coscia o la natica) e in questo modo la macchia nascerà là.
In olandese per indicare le voglie si usa il termine moedervlekken mentre in danese si chiamano modermærke ("chiazze della madre"), perché si pensa che un bambino erediti questi segni soltanto dalla madre. Anche la parola ungherese anyajegy (che si usa per qualunque neo piatto) deriva da questa credenza.
Altri miti riguardo all'origine delle voglie affermano che esse siano causate dalla vista di qualcosa di strano o di molto spaventoso durante la gravidanza.
Secondo il folclore dell'Iran, le voglie appaiono quando la madre incinta tocca una parte del suo corpo durante un'eclissi solare.

## Tipi
Esistono vari tipi di voglie, come le chiazze salmone, le macchie mongoliche, le voglie di fragola, le macchie caffellatte, i nevi melanocitici congeniti e i nevi vinosi.